# 中里鉄也
中里 鉄也（なかさと てつや、1975年5月23日 - ）は、栃木県安蘇郡田沼町（現：佐野市）出身の元プロ野球選手（内野手）。

## 来歴・人物
葛生高等学校（現：青藍泰斗高等学校）時代は、2年生まで投手、3年生から野手に転向。3年夏は全国高等学校野球選手権栃木大会決勝で敗退。1993年のドラフト会議にて阪神タイガースから4位指名を受け入団。
一度も一軍に出場することなく、1999年に戦力外通告を受け、阪神を退団。
その後、大阪近鉄バファローズの入団テストを受けるも不合格となり、現役を引退した。
引退後は地元を拠点にプロゴルファーとして活動。

## 詳細情報

### 年度別打撃成績
- 一軍公式戦出場なし

### 背番号
- 67 （1994年 - 1999年）